# 토마스와 친구들: 용감한 기관차와 괴물소동
《토마스와 친구들: 용감한 기관차와 괴물소동》(영어: Thomas & Friends: Tale of the Brave)는 2014년 영국의 애니메이션 영화이다.